# Henry McMaster
Henry McMaster (hay Henry Dargan McMaster, sinh ngày 27 tháng 5 năm 1947) là một luật gia, chính trị gia người Mỹ. Ông hiện là Thống đốc thứ 117 của tiểu bang South Carolina kể từ ngày 24 tháng 1 năm 2017. Ông nguyên là Phó Thống đốc thứ 91 của South Carolina, kế nhiệm Thống đốc khi Nikki Haley từ chức để trở thành Đại sứ Hoa Kỳ tại Liên Hợp Quốc; nguyên Tổng Chưởng lý thứ 50 của South Carolina; Chủ tịch Đảng Cộng hòa South Carolina từ năm 1993 đến năm 2002; Luật sư Liên bang Hoa Kỳ tại Tòa án Liên bang cấp quận South Carolina; từng là trợ lý pháp lý cho Thượng nghị sĩ Hoa Kỳ Strom Thurmond. Ông nguyên là ứng cử viên của Đảng Cộng hòa tranh cử Thượng nghị sĩ Thượng viện Hoa Kỳ đại diện South Carolina năm 1986, đã thua Thượng nghị sĩ thuộc Đảng Dân chủ đương nhiệm Fritz Hollings. Sau đó, ông đã thua trong cuộc bầu cử Phó Thống đốc South Carolina bởi Đảng viên Dân chủ Nick Theodore vào năm 1990. Năm 2010, ông tranh cử Thống đốc nhưng thua Nikki Haley trong cuộc bầu cử sơ bộ của Đảng Cộng hòa. Sau đó, Nikki Haley đã bổ nhiệm ông vào Cơ quan quản lý cảng biển South Carolina, ông giữ vị trí này cho đến khi từ chức sau khi được bầu làm Phó Thống đốc South Carolina vào năm 2014.
Henry McMaster là Đảng viên Đảng Cộng hòa, Tiến sĩ Luật, chính trị gia bảo thủ. Trong sự nghiệp tư pháp, ông được chú ý nhờ điều tra những kẻ buôn lậu cần sa South Carolina trong chiến dịch Operation Jackpot. Ông đã đạt được trọn vẹn nhiệm kỳ bốn năm trong cuộc bầu cử Thống đốc năm 2018 sau khi giành chiến thắng trong một cuộc tranh cử cho sự đề cử của Đảng Cộng hòa và đánh bại ứng cử viên Đảng Dân chủ James E. Smith Jr.

## Xuất thân và giáo dục
Henry McMaster sinh ngày 27 tháng 5 năm 1947, tên khai sinh là Henry Dargan McMaster tại thủ phủ Columbia, South Carolina, Hoa Kỳ. Ông là con trai cả của John Gregg và Ida Dargan (Pet) McMaster. Ông lớn lên và theo học phổ thông tại quê nhà. Năm 1965, ông theo học Đại học Nam Carolina, nhận bằng Cử nhân Nghệ thuật chuyên ngành Lịch sử vào năm 1969. Sau đó, ông tiếp tục là nghiên cứu sinh tại Trường Luật của Đại học Nam Carolina, trở thành Tiến sĩ luật (JD) vào năm 1973. Trong những năm này, ông phục vụ trong ban biên tập của Tạp chí Luật South Carolina. Cuối năm tốt nghiệp, ông được nhận vào Hiệp hội Luật sư quận Richland của Đoàn Luật sư South Carolina. Ông phục vụ trong Lực lượng Dự bị của Quân đội Hoa Kỳ (United States Army Reserves), được giải ngũ danh dự vào năm 1975.
Sau khi tốt nghiệp trường luật, Henry McMaster làm trợ lý lập pháp cho Thượng nghị sĩ Hoa Kỳ Strom Thurmond ở thủ đô Washington, DC cho đến năm 1974, khi ông gia nhập công ty luật của Tompkins và McMaster. Ông đã được nhận vào hành nghề trước Tòa án Yêu sách Liên bang (United States Court of Claims) vào năm 1974, trước Tòa án Phúc thẩm Hoa Kỳ thứ tư vào năm 1975, và theo đề nghị của Thượng nghị sĩ Strom Thurmond, trước Tòa án Tối cao Hoa Kỳ vào năm 1978. Henry McMaster đã hành nghề luật gần 29 năm, với tư cách là Công tố viên Liên bang và hành nghề tư nhân, đại diện cho khách hàng tại các Tòa án Liên bang và tiểu bang, xét xử sơ thẩm và phúc thẩm.

## Các thời kỳ đầu

### Luật sư Liên bang
Năm 1981, theo đề nghị của Thượng nghị sĩ Strom Thurmond, Tổng thống Ronald Reagan đã bổ nhiệm Henry McMaster làm Luật sư Liên bang Hoa Kỳ cho Tòa án cấp quận South Carolina vào – đây cũng là đề cử đầu tiên của Ronald Reagan cho chức vụ Luật sư Hoa Kỳ. Thượng viện xác nhận Henry McMaster vào ngày 21 tháng 5 năm 1981. Ông đứng đầu Ủy ban Điều phối Thực thi Luật South Carolina từ năm 1981 đến năm 1985.
Trong nhiệm kỳ của mình, Henry McMaster đã thành lập lực lượng đặc nhiệm ma túy liên bang Operation Jackpot để điều tra những kẻ buôn lậu cần sa ở South Carolina. Chiến dịch Jackpot cuối cùng đã bắt giữ hơn 100 người vì các tội danh liên quan đến buôn bán cần sa. Ông đã tổ chức nhiều cuộc họp báo trong quá trình hoạt động và được công chúng biết đến thông qua các cuộc phỏng vấn và bình luận. Hành động của ông bị chỉ trích là mang tính chính trị, được nhận xét cho rằng không ai có thể nhớ bất kỳ Luật sư Hoa Kỳ nào khác có ý thức về quan hệ công chúng ông, ông đã tổ chức nhiều cuộc họp báo và công bố tin tức hơn tất cả những người tiền nhiệm của ông cộng lại. Henry McMaster hoàn thành nhiệm kỳ Luật sư Hoa Kỳ vào ngày 31 tháng 12 năm 1985.

### Các giai đoạn giữa kỳ

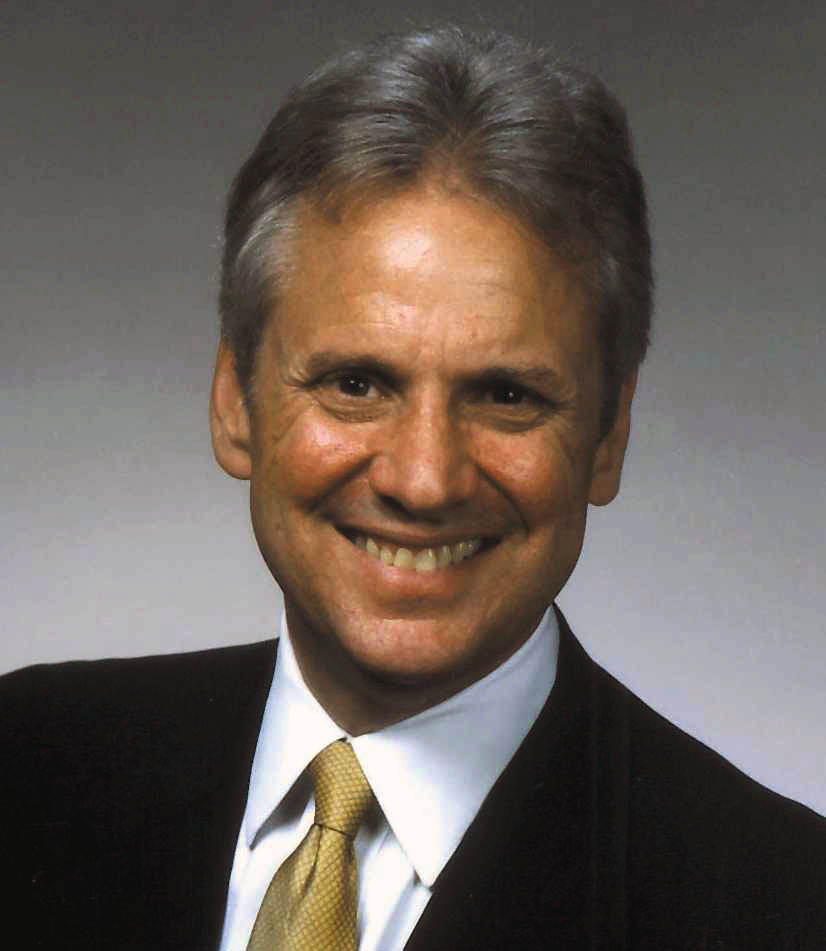
Henry McMaster năm 2005.

Năm 1986, sau khi cân nhắc các cuộc đua giành chức Thống đốc South Carolina và Tổng Chưởng lý, Henry McMaster quyết định tranh cử Thượng nghị sĩ. Ông đã giành chiến thắng trong cuộc bầu cử sơ bộ của Đảng Cộng hòa vào Thượng viện Hoa Kỳ trước Henry Jordan, với tỷ lệ 53,4–46,6%. Tuy nhiên, ông đã thua cuộc tổng tuyển cử một cách chênh lệch lớn trước Ernest Hollings, đương kim Thượng nghị sĩ thuộc Đảng Dân chủ trong bốn nhiệm kỳ, với tỷ lệ 63,1–35,6%.
Năm 1990, ông tranh cử Phó Thống đốc, đã đánh bại Sherry Shealy Martschink trong cuộc bầu cử sơ bộ của Đảng Cộng hòa, với 51,46% nhưng một lần nữa để thua trước đương nhiệm Phó Thống đốc của Đảng Dân chủ Nick Theodore với tỷ lệ 41,19–58,75%. Năm 1991, Thống đốc Carroll A. Campbell, Jr bổ nhiệm Henry McMaster vào Ủy ban Giáo dục Đại học của bang, và Thượng viện South Carolina đã xác nhận chức vụ của ông. Ông cũng phục vụ trong Hội đồng quản trị của Hội đồng chính sách South Carolina phi lợi nhuận từ năm 1991 đến năm 2003, giữ chức Chủ tịch Hội đồng quản trị từ năm 1992 đến năm 1993.
Năm 2010, Henry McMaster tranh cử Thống đốc lần đầu tiên, nhưng đứng thứ ba trong cuộc bầu cử sơ bộ của Đảng Cộng hòa với 71.187 phiếu (16,94%), thất bại trước Phó Thống đốc André Bauer, Hạ nghị sĩ Hoa Kỳ Gresham Barrett. Trong kỳ này, ông ủng hộ Nikki Haley và bà đã giành chiến thắng. Năm 2011, Nikki Haley bổ nhiệm McMaster vào Cơ quan Quản lý cảng South Carolina, kế nhiệm Harry Butler Jr. Ông rời Cơ quan cảng vào năm 2015 và được thay thế bởi Kurt D. Grindstaff. Vào ngày 6 tháng 1 năm 2015, Ủy ban Đạo đức South Carolina cáo buộc McMaster đã nhận khoảng 70.000 USD quyên góp cho chiến dịch tranh cử Thống đốc năm 2010 của ông, vượt quá giới hạn quyên góp của South Carolina là 51.850 USD. Vào tháng 3 năm 2016, Ủy ban đã yêu cầu ông hoàn trả 72.700 USD trong các khoản đóng góp chiến dịch vượt quá từ cuộc tranh cử Thống đốc năm 2010 của ông và nộp phạt 5.100 USD.

### Đảng Cộng hòa South Carolina
Ngày 8 tháng 5 năm 1993, Henry McMaster được bầu làm Chủ tịch Đảng Cộng hòa South Carolina. Ông đã được bầu lại bởi Đại hội Cộng hòa tiểu bang vào các năm 1996, 1998 và 2000. Trên cương vị này, ông cũng là thành viên của Ủy ban Quốc gia Đảng Cộng hòa từ năm 1993 đến năm 2002. Dưới sự chủ trì của ông trong các nhiệm kỳ, Đảng Cộng hòa đã giành thắng lợi trong bầu cử Thống đốc, giành cưu thế ở một số văn phòng trên toàn tiểu bang và chiếm đa số Hạ viện tiểu bang vào năm 1994, giành được quyền kiểm soát Thượng viện tiểu bang vào năm 2000. South Carolina GOP cũng đã tiến hành các cuộc bầu cử Tổng thống sơ bộ đầy tranh cãi và thành công vào năm 1996, do Bob Dole thắng, và 2000, do George W. Bush thắng. Vào ngày 28 tháng 3 năm 2002, ông tuyên bố từ chức Chủ tịch Đảng GOP tiểu bang để có thể tranh cử Tổng Chưởng lý.

## Sự nghiệp chính trị

### Tổng Chưởng lý South Carolina
Năm 2002, Henry McMaster tham gia tranh cử Tổng Chưởng lý South Carolina. Ông đứng đầu trong cuộc bầu cử sơ bộ của Đảng Cộng hòa với 126.164 phiếu bầu, vượt qua Thượng nghị sĩ tiểu bang, cựu Thẩm phán Larry Richter và Luật sư Jon E. Ozmint. Trong cuộc tổng tuyển cử, ông đã đánh bại Luật sư Dân chủ và cựu Giám đốc Sở Quản chế, Tạm tha và Ân xá South Carolina Stephen K. Benjamin với tỷ lệ 55,5–44,5%. Ông tái đắc cử vào năm 2006, không có đối thủ trong cả cuộc bầu cử sơ bộ và tổng tuyển cử của Đảng Cộng hòa.

### Phó Thống đốc South Carolina

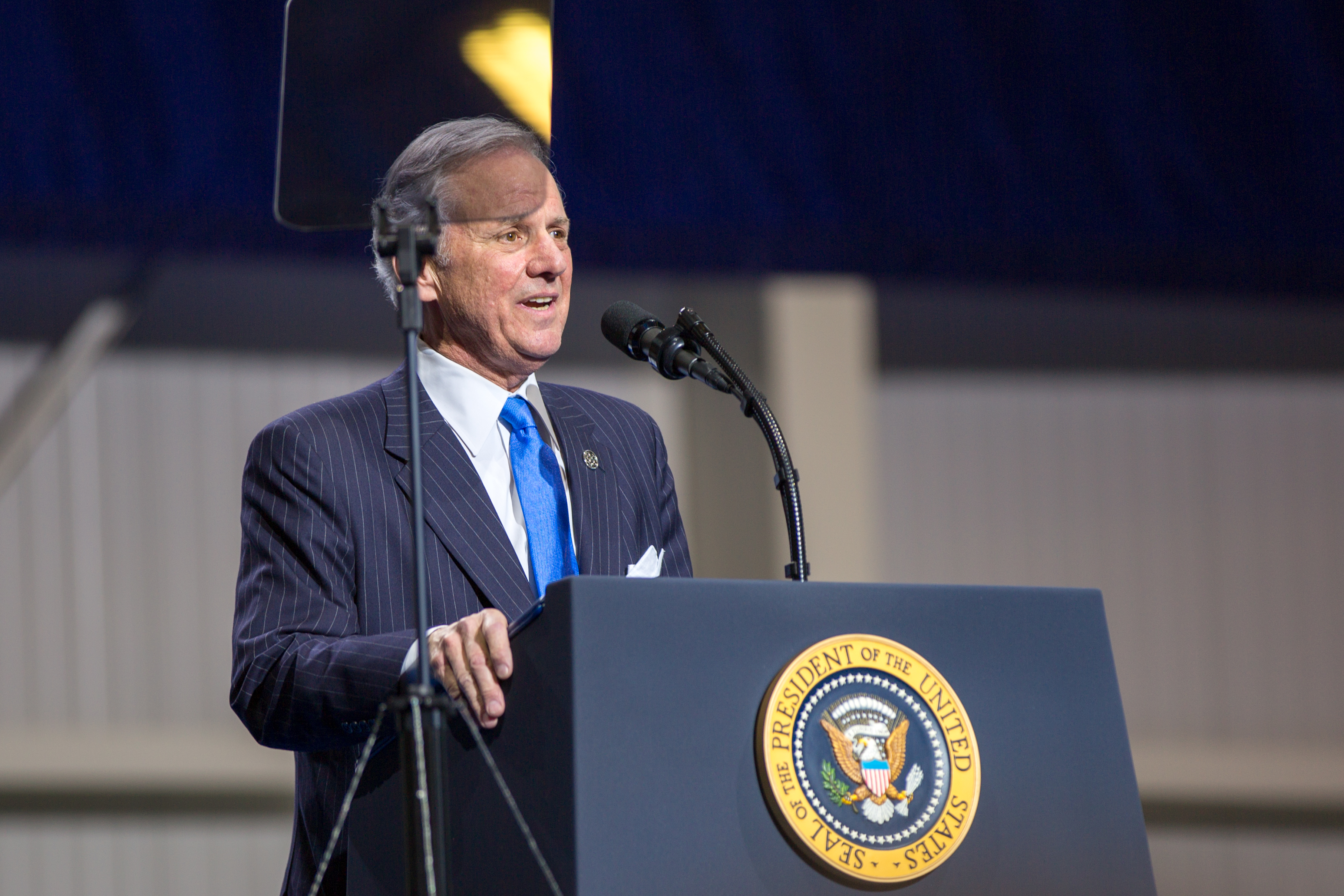
Henry McMaster năm 2017.

Henry McMaster đã nộp đơn ra tranh cử Phó Thống đốc South Carolina vào ngày 27 tháng 3 năm 2014. Ông đã vượt qua Mike Campbell, con trai của cựu Thống đốc Carroll A. Campbell, Jr. trong bầu cử sơ bộ GOP với 63,6% số phiếu bầu, đối mặt với Hạ nghị sĩ Dân chủ Bakari Sellers trong cuộc tổng tuyển cử, giành chiến thắng. Sau khi nhậm chức, ông kế nhiệm Đảng viên Dân chủ Yancey McGill. Vào ngày 4 tháng 11 năm 2014, ông được bầu làm Phó Thống đốc với 58,8% phiếu bầu.
Henry McMaster được bầu theo cách khác với Thống đốc Nikki Haley, đây cũng là lần cuối cùng một Phó Thống đốc được bầu theo cách này. Kể từ năm 2018, các ứng cử viên cho chức Thống đốc và Phó Thống đốc sẽ chạy trên cùng một chiến dịch. Trong chiến dịch tranh cử Tổng thống năm 2016, Henry McMaster là người ủng hộ sớm và nhiệt thành cho Donald Trump. Ông tuyên bố là chính trị gia dân cử đầu tiên ở Hoa Kỳ ủng hộ Donald Trump. Sau khi Donald Trump giành được đề cử của Đảng Cộng hòa, ông đã có bài phát biểu về việc đề cử tại Đại hội Quốc gia của Đảng Cộng hòa.

## Thống đốc South Caroline

### Kế nhiệm và tranh cử

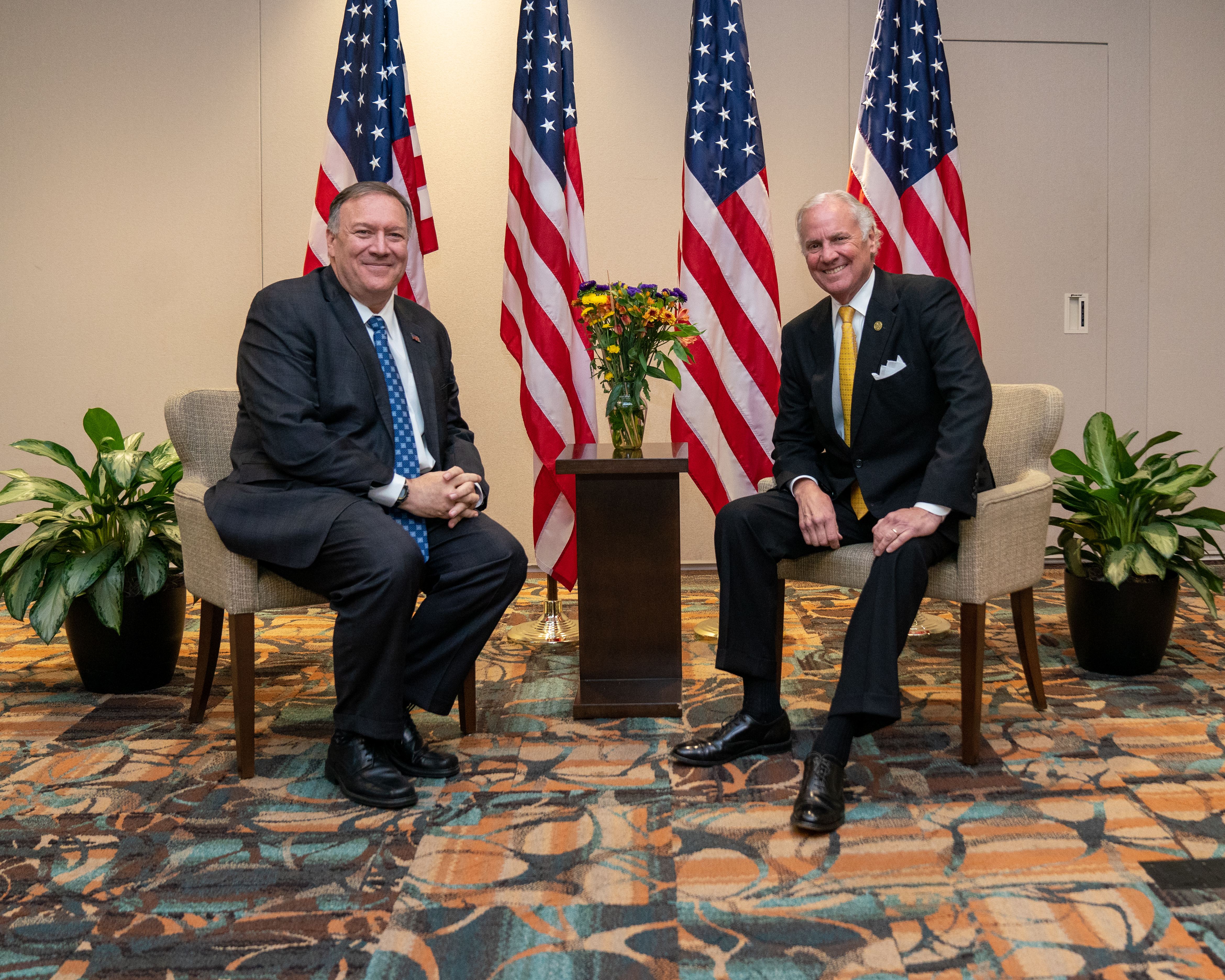
Henry McMaster và Bộ trưởng Ngoại giao Mike Pompeo năm 2019.

Ngày 23 tháng 11 năm 2016, Tổng thống đắc cử Donald Trump tuyên bố ý định đề cử Nikki Haley, Thống đốc South Carolina làm Đại sứ Hoa Kỳ tại Liên Hợp Quốc. Vào ngày 24 tháng 1 năm 2017, Thượng viện đã xác nhận chức vụ của Nikki Haley. Cuối ngày hôm đó, bà từ chức Thống đốc và Henry McMaster, Phó Thống đốc kế nhiệm đảm nhận chức Thống đốc theo quy định tại Hiến pháp South Carolina. Nhậm chức ở tuổi 69 năm 08 tháng, ông là người già nhất từng đảm nhận chức vụ Thống đốc South Carolina. Ông phục vụ phần còn lại của nhiệm kỳ Nikki Haley, kết thúc vào tháng 1 năm 2019. Theo Hiến pháp South Carolina, ông đủ điều kiện để làm Thống đốc cho đến tháng 1 năm 2027 nếu ông được tái đắc cử vào năm 2022. Trước khi lên nắm quyền Thống đốc, ông đã tuyên bố vào tháng 9 năm 2016 rằng ông sẽ tranh cử trong cuộc bầu cử năm 2018, rồi thắng trong cuộc bầu cử năm 2018 để phục vụ nhiệm kỳ bốn năm đầu tiên của mình.
Sau năm đầu tiên của Henry McMaster trên cương vị Thống đốc, tạp chí The State đã đánh giá kết quả hoạt động của ông. Thống kê đánh giá cao việc tiểu bang có thêm 17.000 việc làm, khả năng tiếp cận các nhà lập pháp bang và việc ông xử lý cơn bão Irma vào năm 2017, nhưng chỉ trích sự phủ quyết của ông đối với việc tăng thuế khí sẽ có đã trả tiền cho việc sửa chữa đường và thay thế cho những chiếc xe buýt học sinh đã cũ, mà các thành viên của cả hai bên đã đóng. Vào ngày 12 tháng 6 năm 2018, Henry McMaster đứng đầu trong cuộc bầu cử sơ bộ của đảng Cộng hòa, với 155.072 phiếu bầu, là ứng viên Cộng hòa cho tổng tuyển cử. Ông đã liên kết với nữ doanh nhân Pamela Evette là đồng minh trong chiến dịch. Ở liên bang, Donald Trump đã tán thành ông. Ông đã đánh bại ứng cử viên Đảng Dân chủ James Smith trong cuộc tổng tuyển cử với 54% phiếu bầu.

### Đại dịch COVID-19

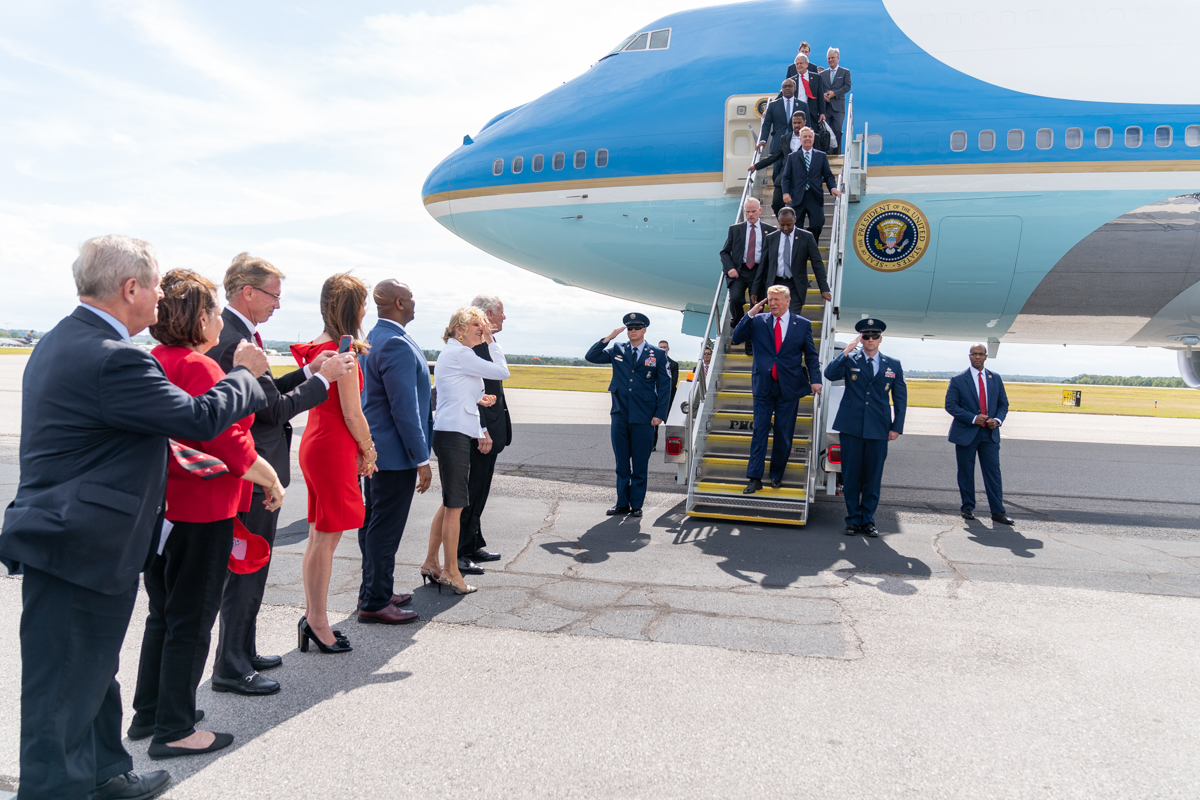
South Carolina đón tiếp Tổng thống Donald Trump cuối năm 2019.

Trong nhiệm kỳ của mình, Henry McMaster lãnh đạo tiểu bang trong nhiều hoạt động chính trị, xã hội. Giống như hầu hết các Thống đốc trong Đại dịch COVID-19 ở Hoa Kỳ vào năm 2020, Henry McMaster đã ban bố tình trạng khẩn cấp và đóng cửa các trường học cũng như các cơ sở kinh doanh không cần thiết trong tiểu bang. Ông ra lệnh lưu trú tại nhà. Vào ngày 20 tháng 4 năm 2020, ông bị chỉ trích vì đã mở lại các bãi biển và cửa hàng bán lẻ năm ngày sau khi South Carolina trải qua số lần xét nghiệm COVID-19 dương tính mới cao nhất, nhưng ông đã đưa thêm các yêu cầu về giãn cách xã hội vào lệnh điều hành của mình. Ông cho biết nền kinh tế đã bị đình trệ vì đại dịch và ông dự đoán rằng nền kinh tế sẽ èo uột vào tháng 6 năm 2020. Đến đầu tháng 6, ông đã mở cửa trở lại phần lớn tiểu bang, mặc dù các trường học vẫn đóng cửa và các doanh nghiệp được yêu cầu tuân theo các quy trình giãn cách xã hội. Nhiều trường học và đại học trên khắp đất nước đã hủy bỏ các buổi lễ tốt nghiệp, nhưng Henry McMaster kêu gọi các trường ở South Carolina tổ chức các buổi lễ theo cách tuân thủ các yêu cầu chống dịch trong xã hội.

## Lịch sử tranh cử
Tính đến năm 2021, Henry McMaster đã tham gia bảy kỳ bầu cử tại South Carolina. Ông tranh cử không thành công vào Thượng viện Hoa Kỳ năm 1986, cho chức Phó Thống đốc năm 1990 và Thống đốc năm 2010. Ông được bầu làm Tổng Chưởng lý vào năm 2002 và 2006, Phó Thống đốc vào năm 2014 và Thống đốc vào năm 2018.

## Đời tư
Henry McMaster đã kết hôn với Peggy McMaster (nhũ danh Anderson) từ năm 1978. Họ có hai con đã trưởng thành và cư trú tại Columbia, South Carolina. Gia đình nuôi một con Bulldog Anh tên là Mac. Ông và gia đình tham dự Nhà thờ First Presbyterian ở Columbia. Ông và vợ sở hữu một số ngôi nhà và căn hộ cho thuê ở khu vực Columbia. Một ngôi nhà mà họ sở hữu là Nhà McCord, được xây dựng vào năm 1849 và từng được sử dụng làm trụ sở của Liên minh trong Nội chiến. Vào năm 2016, tờ khai thuế của Henry McMaster cho biết ông đã nhận được 7,7 triệu USD tiền thuê những ngôi nhà và căn hộ như vậy từ năm 2006 đến năm 2015; đã trả hơn 500.000 USD để bảo trì, bảo dưỡng và dọn dẹp.